# Jibjibe
Jibjibe – gaun wikas samiti w środkowej części Nepalu w strefie Bagmati w dystrykcie Rasuwa. Według nepalskiego spisu powszechnego z 2001 roku liczył on 953 gospodarstw domowych i 4944 mieszkańców (2469 kobiet i 2475 mężczyzn).